# Calgary Hitmen
Calgary Hitmen är ett kanadensiskt proffsjuniorishockeylag som är baserat i Calgary, Alberta och har spelat i den nordamerikanska proffsjuniorligan Western Hockey League (WHL) sedan laget grundades 1995. De ägs av Calgary Flames, L.P., som äger bland annat ishockeyorganisationen Calgary Flames i den nordamerikanska proffsligan National Hockey League (NHL). Hitmen spelar sina hemmamatcher i Scotiabank Saddledome som har en publikkapacitet på 19 289 åskådare. De har vunnit WHL två gånger (1998-1999 och 2009-2010).
Hitmen har lyckats få fram spelare som bland annat Karl Alzner, Johnny Boychuk, Justin Falk, T.J. Galiardi, Ryan Getzlaf, Darcy Hordichuk, Martin Jones, Andrew Ladd, Brad Moran, Paul Postma, Jeff Schultz, Fredrik Sjöström, Michael Stone, Brad Stuart och Ryan White som alla tillhör alternativt tillhörde olika medlemsorganisationer i NHL.